# Temelucha signata
Temelucha signata är en stekelart som först beskrevs av Holmgren 1860.  Temelucha signata ingår i släktet Temelucha och familjen brokparasitsteklar. Arten är reproducerande i Sverige. Inga underarter finns listade i Catalogue of Life.